# Parathelypteris quinlingensis
Parathelypteris quinlingensis är en kärrbräkenväxtart som beskrevs av Ren-Chang Ching och Shing. Parathelypteris quinlingensis ingår i släktet Parathelypteris och familjen Thelypteridaceae. Inga underarter finns listade.